# Кевін Фогт
Кевін Фогт (нім. Kevin Vogt, нар. 23 вересня 1991, Віттен) — німецький футболіст, захисник, півзахисник клубу «Уніон» (Берлін).

## Клубна кар'єра
Фогт починав кар'єру в невеликих клубах Бохума — «Лангендреєргольц» і «WSV Бохум». У 2004 році він став гравцем «Бохума», з яким у 2008 році підписав перший професійний контракт.
У сезоні 2009/10 Фогт виступав за другу команду «Бохума» у Регіоналлізі, а свою першу і єдину гру за клуб у Бундеслізі він провів 18 квітня 2009 року, відігравши 84 хвилини в матчі проти дортмундської «Боруссії». В наступних двох сезонах «Бохум» виступав у Другій Бундеслізі, де Фогт закріпився як гравець основного складу команди.
Влітку 2012 року перейшов в «Аугсбург», сума трансферу склала близько 700 тисяч євро. За два сезони Фогт провів 56 ігор у Бундеслізі, в яких забив два голи.
У травні 2014 було оголошено про перехід Фогта в «Кельн», з яким він підписав трирічний контракт.
Влітку 2016 року Фогт підписав контракт з клубом «Гоффенгайм 1899» до 2020 року. У сезоні 16/17, коли клуб з Зінсгайма вперше вийшов до Ліги чемпіонів, Фогт грав на позиції середнього центрального захисника в схемі з трьома захисниками.
11 січня 2024 року Фогта за 2 млн євро купив берлінський «Уніон».

## Виступи за збірні
2008 року дебютував у складі юнацької збірної Німеччини, взяв участь у 8 іграх на юнацькому рівні.
2011 року залучався до складу молодіжної збірної Німеччини. На молодіжному рівні зіграв у 9 офіційних матчах.